# K-395
Il K-395 era un SSBN sovietico della classe Yankee I. La costruzione del battello fu intrapresa presso il cantiere navale Sevmash, a Severodvinsk, ed il sottomarino entrò in servizio il 5 dicembre 1969 con la Flotta del Nord.
Come altri esemplari della classe, il K-395 fu convertito secondo il Progetto 667AT Grusha (nome in codice NATO: Yankee Notch) tra il 1982 ed il 1991. Le modifiche comportarono la trasformazione in SSGN, tramite l'imbarco di 20-40 missili SS-N-21 Sampson. Per effettuare tali modifiche, fu necessario provvedere all'allungamento dello scafo.
Il K-395 è stato definitivamente radiato nel 2002/2003